# Gata de Gorgos
Gata de Gorgos è un comune spagnolo situato nella comunità autonoma Valenciana. Il centro è conosciuto soprattutto per la lavorazione dei vimini, che dà vita a un fiorente artigianato (mobili, ceste, cappelli, ecc.).